# Casa de Moneda de Coquimbo
La Casa de Moneda de Coquimbo fue una Casa de Moneda creada en la ciudad de La Serena según el Decreto del 27 de septiembre de 1827, debido al auge minero argentífero generado principalmente por el yacimiento de Arqueros (1825). Al gobierno de la época le era más económico comprar y acuñar la plata en la provincia de Coquimbo que llevarlo a Santiago.
Esta casa de moneda tiene la particularidad de haber sido la única oficial que se ha instalado fuera de Santiago en toda la historia de Chile.
El decreto de 1827 señalaba lo siguiente:

Art. 1.° - Se establecerá en La Serena, capital de la provincia de Coquimbo, una sala de amonedación con el mismo tipo, ley y peso que la que se acuña en Santiago.

Art. 2.° - Este establecimiento estará bajo la inspección y conocimiento del Superintendente de esa casa de Moneda y se regirá por los mismos reglamentos.

 Art. 3.° - El expresado superintendente pondrá a disposición de la persona que nombre el gobierno, las máquinas y peritos necesarios para su traslación a la provincia de Coquimbo.

El intendente de la Casa de Moneda, designado el 24 de junio de 1828, fue Gregorio Cordovez del Caso.
Si bien se le autorizó formalmente a obtener los suministros de acuñación que necesitaba de la Casa de Moneda de Santiago, el superintendente allí, José Santiago Portales, sólo pudo proporcionarle equipos defectuosos y no se entregaron matrices oficiales. Cordovez tuvo que comprar troqueles en blanco a una empresa minera local. Teodoro Hagen grabó un conjunto de matrices de las que se produjeron 20 ensayos para la aprobación de Santiago, todos fueron rechazados y fundidos. El 18 de noviembre, Cordovez envió un segundo número de prueba a Santiago, tachado de matrices modificadas del primer juicio que había sido regrabado por Hagen para eliminar las fallas. Sin embargo, estos nuevamente no pasaron las inspecciones, con el estallido de la revolución en 1829 que resultó en el cierre definitivo de la ceca en noviembre de 1830.

## Ubicación

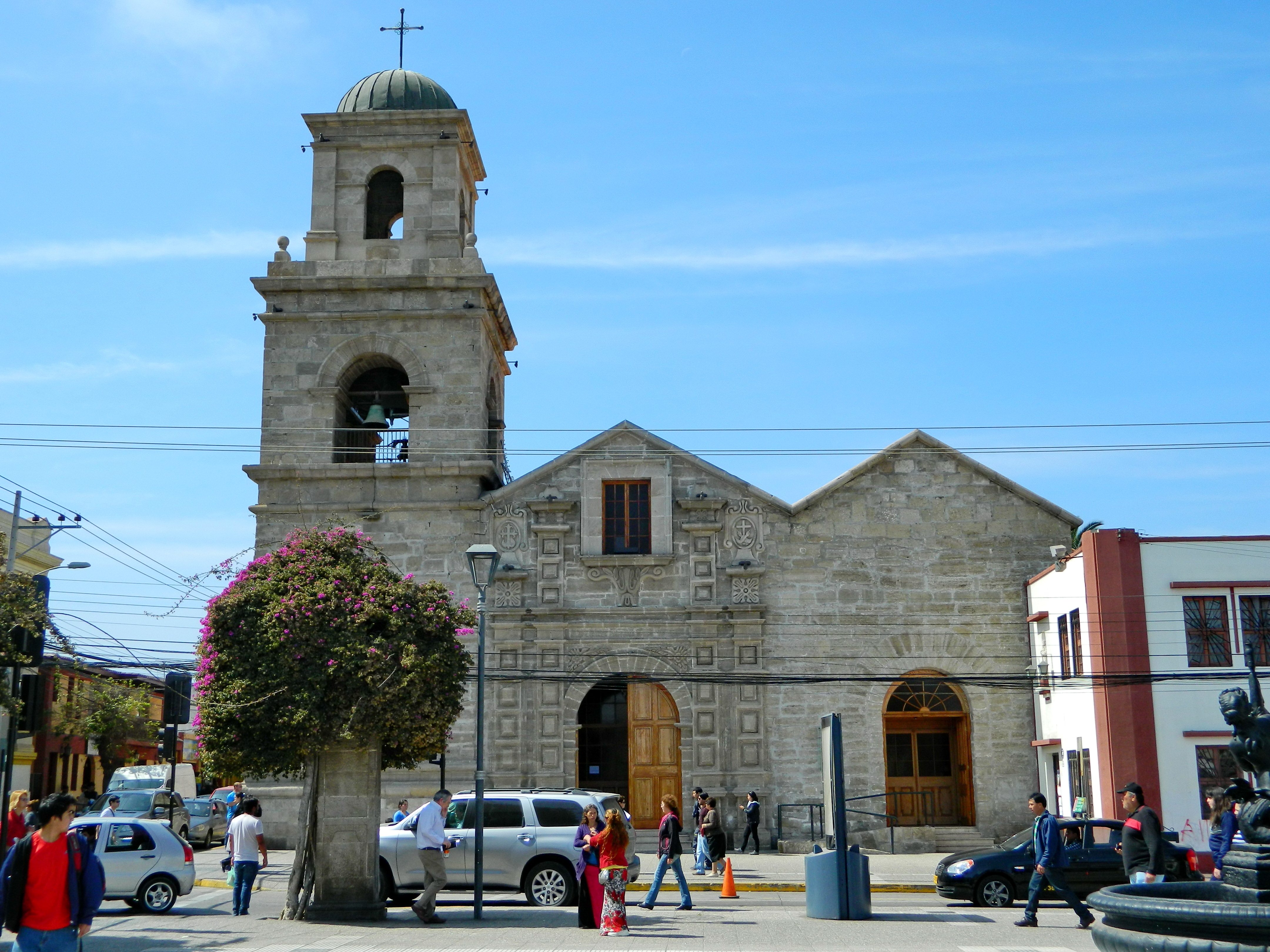
Iglesia de San Francisco.

Se ubicaba en el claustro de la Iglesia de San Francisco, uno de los templos religiosos más antiguos de la ciudad. Luego se intentó trasladar a un edificio contiguo a la Iglesia La Merced, pero esta idea nunca se llevó a cabo.

## Acuñación y desenlace
A pesar de que en la zona desde 1825 hasta 1832 se extrajo más del 85% de la plata total producida en el país, la Casa de Moneda de Coquimbo no prosperó como se esperaba debido a razones políticas (esta Casa de Moneda en La Serena era contraria a los intereses del superintendente de la Casa de Moneda de Santiago, José Santiago Portales). Apenas se lograron acuñar escasas monedas en la ciudad de La Serena llamadas "peso Coquimbo". Incluso algunos autores señalan que este establecimiento nunca llegó a funcionar como tal debido a que gran parte de las monedas fueron técnicamente mal elaboradas, lo que redundó en distintos gramajes para cada una. Finalmente los "pesos Coquimbo" fueron sacados de circulación y en su mayoría refundidos en Santiago.
El 18 de mayo de 1845 se envió a Valparaíso la maquinaria que a esa fecha ya se encontraba abandonada en el claustro de San Francisco.
Considerando la azarosa vida que tuvo la "Casa de Moneda de Coquimbo", varias de sus monedas acuñadas se lograron rescatar y hoy en día lucen como las piezas más importantes de diversas colecciones numismáticas.

## Importancia y significado
Esta casa de moneda representa parte importante de la historia del norte de Chile, una época que recuerda a la minería del "norte chico" como el principal pilar de la economía en la naciente república de Chile. A su vez sella en la historia el nombre de Coquimbo, antigua denominación de la parte baja del valle de Elqui desde épocas prehispánicas y que dio nombre a toda la zona comprendida entre Atacama y el Choapa. No confundir con el "puerto de Coquimbo", departamento que se separa de La Serena en 1864.

## Datos numismáticos

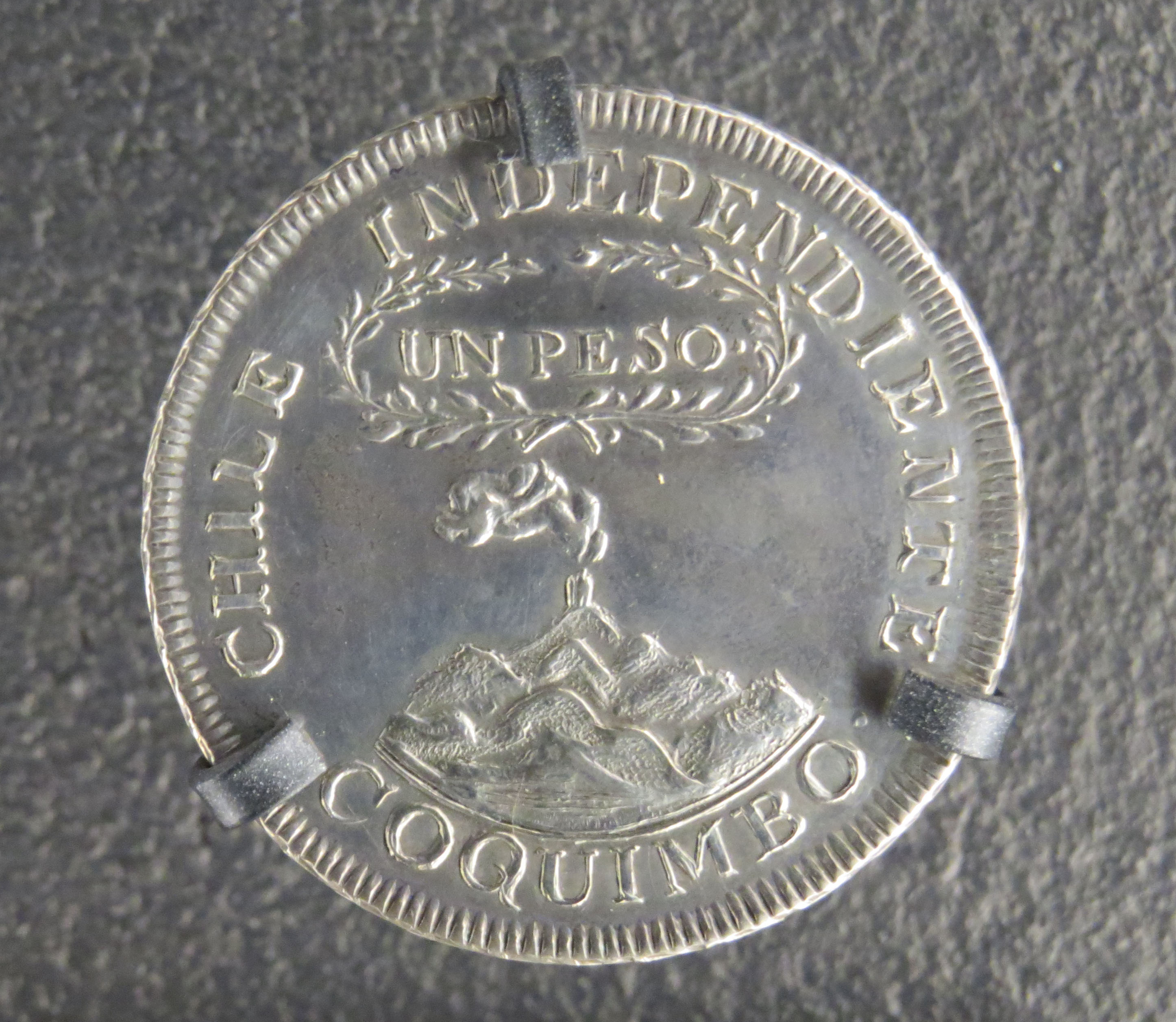
Peso de la Provincia de Coquimbo (1828)

Hoy en día, debido a su rareza y escasez, el peso de Coquimbo es considerado por los coleccionistas como una de las monedas más valiosas de la numismática chilena.
Hoy se conocen sólo seis piezas. Una de las monedas mejor conservadas se encuentra en el Museo Británico de Londres, y fue donado en 1856 por el Banco de Inglaterra. Fue llevado a Europa por el Cónsul Británico de la provincia de Coquimbo de esa época don David Ross y está sin uso.
En Chile existe un ejemplar en el Museo Numismático del Banco Central de Chile, ubicado en Santiago. 